# Mola
Mola là một chi cá thuộc  họ Molidae. Trong tiếng Latin, Mola có nghĩa là "cối xay" và mô tả hình dạng hơi tròn của cá mola. Chúng thường có màu bạc và kết cấu da thô.
Mola là loài cá xương nặng nhất được biết đến, với những mẫu vật lớn, dài tới 14 ft (4,3 m) theo chiều dọc và 10 ft (3,0 m) theo chiều ngang và nặng hơn 6.000 lb (2.700 kg). Cá mập và cá đuối có thể nặng hơn, nhưng chúng là những loài cá sụn.
Cá mola thường được tìm thấy ở các vùng biển ôn đới và nhiệt đới trên khắp thế giới. Chúng thường được nhìn thấy khi phơi nắng gần bề mặt nước và thường bị nhầm với cá mập khi chiếc vây lưng lớn của chúng nhô lên khỏi mặt nước. Răng của chúng liền nhau, hợp thành một cấu trúc giống như mỏ, và chúng không thể khép hoàn toàn cái miệng tương đối nhỏ của mình.
Cá mola có thể bị nhiễm ký sinh trùng trên da, vì vậy chúng thường dụ những con cá nhỏ hoặc thậm chí là chim đến ăn chúng. Cá mola thậm chí có thể nhảy lên khỏi mặt nước cao tới 10 ft (3,0 m) rồi rơi xuống nước để cố gắng xua đuổi ký sinh trùng.
Thức ăn ưa thích của các loài cá mola là sứa, mặc dù chúng cũng ăn cả cá nhỏ và một lượng lớn động vật phù du và tảo. Chúng vô hại với con người, nhưng rất tò mò và thường tiếp cận thợ lặn.
Cá mola là loài cá dễ bị tổn thương, vì chúng thường bị mắc vào lưới đánh cá trôi và có thể chết ngạt vì rác biển, như túi nhựa (vì chúng trông giống như sứa, nguồn thức ăn chính của cá mola).

## Phân loại
Năm 1766, Kölreuter đã công bố danh pháp Mola cho các loài cá này, nhưng lại không coi nó là chi Linnaean (tức là không phải là tên hai danh pháp), do đó tên này không khả dụng theo các quy tắc của ICZN và không thể được sử dụng. Tác giả đầu tiên sử dụng tên Mola làm tên chi là Linck vào năm 1790, và do đó đây là tên lâu đời nhất có sẵn, với Tetraodon mola Linnaeus, 1758 là loài điển hình của chi này.

## Các loài
Hiện nay có 3 loài còn tồn tại được công nhận trong chi này:
- Mola mola (Linnaeus, 1758)
- Mola alexandrini (Giglioli, 1883)
- Mola tecta Nyegaard et al., 2017
- †Mola pileata, Upper Miocene to Middle miocene